# Jungleprinia
De jungleprinia (Prinia sylvatica) is een zangvogel uit de familie Cisticolidae.

## Verspreiding en leefgebied
Deze soort komt voor in en rondom India en telt vijf ondersoorten:
- P. s. insignis: noordwestelijk India.
- P. s. gangetica: noordelijk India, Nepal, Bhutan en Bangladesh.
- P. s. mahendrae: oostelijk India.
- P. s. sylvatica: centraal en zuidelijk India.
- P. s. valida: Sri Lanka.

## Status
De grootte van de populatie is niet gekwantificeerd maar de soort wordt omschreven als plaatselijk vrij algemeen in India en erg schaars in Sri Lanka. Op de Rode lijst van de IUCN heeft deze soort de status niet bedreigd.